# Drzykozy
Drzykozy [pronunciación en polaco: /dʐɨˈkɔzɨ/] es un pueblo ubicado en el distrito administrativo de Gmina Daszyna, dentro del condado de Łęczyca, Voivodato de Łódź, en el centro de Polonia. Se encuentra a unos 5 kilómetros al oeste de Daszyna, a 13 kilómetros al noroeste de Łęczyca, y a 48 kilómetros al noroeste de la capital regional Łódź.